# Hard Target
Hard Target är en amerikansk actionfilm från 1993 i regi av John Woo (hans första amerikanska projekt). Tillåten från 15 år i Sverige.